# Kultura Marajoara
Kultura Marajoara ali Marajó je bila starodavna kultura iz predkolumbovskega obdobja, ki je cvetela na otoku Marajó ob izlivu reke Amazonke v severni Braziliji. V raziskavi Charles C. Mann na podlagi arheoloških študij nakazuje, da je kultura cvetela med letoma 800 in 1400 n. št.. Raziskovalci so dokumentirali, da je bila na teh lokacijah človeška dejavnost že leta 1000 pr. n. št. Zdi se, da se je kultura ohranila v kolonialnem obdobju.

## Ozadje
Arheologi so pri svojih izkopavanjih na otoku našli prefinjeno keramiko. Ti deli so veliki in bogato poslikani ter vrezani z upodobitvami rastlin in živali. To je prvi dokaz, da je na otoku Marajó obstajala kompleksna družba. Dokazi o gradnji gomil nadalje kažejo, da so se na tem otoku razvile dobro poseljene, zapletene in prefinjene naselbine, saj se je verjelo, da so samo take naselbine sposobne tako razširjenih projektov, kot so velika zemeljska dela.
Obseg, stopnja kompleksnosti in interakcije med viri kulture Marajoara so bili sporni. Američanka Betty Meggers, ki je delala v 1950-ih v nekaterih svojih najzgodnejših raziskavah, je predlagala, da se je družba priselila iz Andov in se naselila na otoku.
V 1980-ih je druga ameriška arheologinja, Anna Curtenius Roosevelt, vodila izkopavanja in geofizične raziskave gomile Teso dos Bichos. Sklenila je, da je družba, ki je gradila gomile, nastala na samem otoku.
Predkolumbovska kultura Marajoara je morda razvila družbeno razslojenost in podpirala populacijo, ki je štela do 100.000 ljudi. Ameriški domorodci v Amazonskem deževnem gozdu so morda uporabili svojo metodo razvoja in dela v terra preta, da bi zemljo naredili primerno za obsežno kmetijstvo, potrebno za podporo velikemu številu prebivalstva in zapletenih družbenih tvorb, kot so poglavarstva.

### Izvor gomil
Dokončen dokaz te starodavne človeške prisotnosti v Amazoniji je jama Pedra Pintada, ki je v bližini mesta Monte Alegre v Paráju (Brazilija), ki jo je preučevala ameriška arheologinja Anna Roosvelt.
Na območju jame je več jamskih poslikav, ki predstavljajo antropomorfne in zoomorfne figure ter upodobitve sonca, ki so ga častili kot boga.
Rossettijeva et al. je predlagala, da so bile arheološke naselbine, povezane z izoliranimi ali sestavljenimi gomilami, »sistematično razvite na vrhu obsežnih dvignjenih površin, oblikovanih zaradi naravnih sedimentnih procesov«.
Tako velike gomile Marajoara ali teso niso v celoti delo človeka. Namesto tega so prebivalci izkoristili naravne, že obstoječe dvignjene površine in jim dodali gradnjo svojih zemeljskih del. Ta interpretacija kaže na manj kumulativnega vlaganja dela v gradnjo gomil.
»Več gomil na otoku Marajo in več v Boliviji je dalo radiokarbonske podatke že od 1000 do 300 pr. čas.«
Najzgodnejša faza človeške dejavnosti in gradnje gomil na otoku Marajo je znana kot faza Ananatuba. Najdišče Castanheira v tej fazi je umetna gomila.

## Kmetijstvo in gospodarstvo
Rastlinski ostanki na otoku Marajo kažejo vzorec preživetja, ki je bil v veliki meri odvisen od pridelkov majhnih semen in majhnih rib, ki so jih domorodna ljudstva gojila ali ščitila. Veliko karboniziranih ostankov semen še ni bilo identificiranih, čeprav se zdi, da so zelnate in izvirajo iz lokalnih trav (Roosevelt 1991: 377, 405). Drevesa, kot sta palmi açai in tucuma, so prav tako predstavljala pomembne dodatke k prehrani Marajo, uporabljali pa so jih tudi za izdelavo predmetov, kot so košare ali kanuji (Roosevelt 1991; Meggers 1957). Dokazi iz človeških ostankov kažejo, da so ljudstva Marajo omejila uživanje škrobnih korenovk, kot je manioka; močna obraba zob namiguje na prehrano, ki temelji predvsem na semenih, drevesnih sadežih in ribah (Roosevelt 1991: 394-395). Ker majhne ribe predstavljajo večino favne biomase in je kopenskih živali razmeroma malo, sledi, da so se prazgodovinska ljudstva osredotočala na bogate populacije majhnih rib (Roosevelt 1991: 23). Metoda lovljenja rib je bila verjetno zelo podobna današnjim tehnikam, ki vključujejo omamljanje rib s strupeno rastlino liana in njihovo zbiranje, ko priplavajo na površje. Ta metoda množičnega lovljenja ni tako uporabna v deževnem obdobju kot v sušnih mesecih, ko so ribe ujete v upadajočih potokih ali ribnikih (Roosevelt 1991: 382-383).
Kmetijska tehnologija v Maraju je omejena predvsem na kamnite sekire, ki so bile uvedene v fazi Marajoara (Meggers 1957: 603). Drugi kamniti artefakti vključujejo rešetke, najdene v Teso Dos Bichos med Rooseveltinimi izkopavanji, čeprav so zelo redke. Njihova redkost je še en znak odsotnosti korenovk v prehrani pri Marajoarajih (Roosevelt 1991: 378).
Zemeljskih gomil je za razliko od litičnih artefaktov veliko. Uporabljali so jih tako za pokopališča kot tudi za bivanje, saj so nižinska območja v deževnem obdobju izpostavljena poplavam. Gomile so lahko služile tudi obrambnemu namenu. Predzgodovinska ljudstva otoka Marajo so morda zgradila tudi klančine, kanale, ribnike in izsušena polja, ki so jih našli v bližini zemeljskih gomil, vendar je večino dokazov verjetno zakopal sediment v sezonskih poplavah (Roosevelt 1991: 33).
Dokaze o trgovskih mrežah so predvsem v litikih, ker otok nima lokalnega vira primerne magmatske ali metamorfne kamnine (Roosevelt 1991: 9, 348; Meggers 1957: 371). Nobeden od litičnih artefaktov ni bil odkrit, čeprav so v glavnem narejeni iz zelene, mikrokristalne mafične kamnine (Roosevelt 1991: 348). Takšni zeleni kamni so običajno bolj povezani z Mezoameriko, možno točko izvora uvoženega kamna.
S fazo Marajoara je prišlo do povečane kompleksnosti obrednih izdelkov in enotnosti uporabnih izdelkov, kar nakazuje, da je proizvodnja keramike v tem času postala specializirana industrija. Nekje v fazi Marajoara pa je prišlo do zmanjšanja značilnosti, ki kažejo na specializacijo keramike (Meggers 1957: 403-404).

## Arhitektura
Številna izkopavanja na otoku Marajo so bila osredotočena na največja najdišča zemeljskih gomil (Meggers 1957). Manjše gomile in mesta brez gomil jih verjetno presegajo (Roosevelt 1991: 33).
Večnivojska stratifikacija območij glede na velikost (Roosevelt 1991: 39):
- 3 do 4 zelo velika najdišča z več gomilami, kot je Os Camutins s 40 gomilami ali Fortaleza z 20 (Roosevelt 1991: 33). V teh je bilo več tisoč ljudi; npr. Os Camutins je imel približno 10.000 prebivalcev (Roosevelt 1991: 38)
- Veliko več manjših najdišč z več gomilami s 3 do 5 gomilami, na primer Monte Carmelo (Roosevelt 1991: 33)
- Številna najdišča posameznih gomil, kot je Teso do Sitio (Roosevelt 1991: 33). V teh je bilo nastanjenih od nekaj sto do okoli tisoč ljudi (Roosevelt 1991: 38)
- Nešteto mest z nizkimi gomilami in brez njih

Kope prevladujejo na najnižjih območjih, ki so najbolj izpostavljena hudim poplavam (Roosevelt 1991: 31). Zgrajene so bile iz zemeljskih materialov, smeti pa so bile uporabljene kot polnilo za njihovo vzdrževanje (Roosevelt 1991: 37).
Gomile so služile številnim namenom (Roosevelt 1991: 333-334, 401-402), na primer kot pokopališča, za bivanje, za militaristično obrambo in kot obramba pred sezonskimi poplavami
V gomilah so bile stanovanjske zgradbe, podobne današnjim malocam, to so amazonske dolge hiše (Roosevelt 1991: 37). To so bile večdružinske stavbe z več ognjišči, nanizanimi vzdolž središča stavbe; vsako ognjišče je verjetno predstavljalo eno jedrno družino (Roosevelt 1991: 37). Maloce so bile razporejene od vzhoda proti zahodu (Roosevelt 1991: 37) in na splošno združene v koncentrični ovalni vzorec (Roosevelt 1991: 401). Zgrajene so bile iz zemlje, lesenih drogov in slamnatih streh (Roosevelt 1991: 37). Bile so nenehno zasedene, kar dokazujejo sloji struktur, ki so se prekrivali (Roosevelt 1991: 335), z do 20 strukturami, zgrajenimi ena na drugi na nekaterih mestih, kot je Os Camutins (Roosevelt 1991: 38). Tam so bile stalne kuhalnice iz žgane gline in ometana tla, ki so jih sčasoma pogosto popravljali (Roosevelt 1991: 38, 334-335).
Obstajajo tudi monumentalna zemeljska dela, nasipi, rampe, kanali, ribniki in izsušena polja, ki jih je zasula obsežna sedimentacija (Roosevelt 1991: 33, 331-333, 422).

## Artefakti
Popotniki v 19. stoletju so opazili prisotnost gomil in lepoto keramike, ki je bila najdena v njih ali izpostavljena na njihovih straneh. Muzeji v Evropi in Združenih državah so začeli zbirati nekatere večje in lepše predmete, med katerimi so največje pogrebne žare. Pokopane v hišnih tleh, zgrajenih na vrhovih gomil, bogato okrašene žare vsebujejo ostanke pomembnih posameznikov. Ko so posamezniki umrli, so meso odstranili iz njihovih kosti in posmrtne ostanke položili v žare, ki so bile pokrite s skledo ali krožnikom.
Ljudje na Maraju so izdelali veliko različnih artefaktov (Roosevelt 1991: 59-60), kot so lončene posode (žare, vaze, steklenice, skodelice, sklede, krožniki, posode), figurice, veliki kipi, pokrovi za sramnice, obeski, nakit za ušesa in ustnice, piščalke, vretena in keramične miniature sekir, stiskalcev, kladiv in drugega orodja. Litiki so bili zelo redki, ker otok Marajo nima vira primernega kamna (Roosevelt 1991: 9, 348; Meggers 1957: 371). Najdeni litiki kažejo, da so bili uporabljeni kot predmeti visokega statusa in darila ali pa so bili uporabljeni v obrtni proizvodnji (Roosevelt 1991: 396).
Izdelane lončene posode so bile najdene v nasutjih smeti med hišami in v grobovih, ne pa okoli ognjišč, ki so vsebovala samo navadne domače izdelke (Roosevelt 1991: 37, 402). Poleg tega nizka gomila in mesta brez gomile vsebujejo zelo malo, če sploh kaj, fine keramike (Roosevelt 1991: 37). Nekatere artefakte najdemo samo na določenih mestih; na primer, Teso dos Bichos vsebuje na tisoče majhnih keramičnih in peščenjakovih abraderjev, ki so zelo redki ali jih na drugih najdiščih sploh ni (Roosevelt 1991: 37).
Splošni vzorec sprememb, ki ga najdemo v artefaktih na Maraju, zlasti v keramiki, je tisti, ki se skozi fazo Marajoara pomika k bolj zapletenim, dovršenim in specializiranim izdelkom. Toda pozneje v fazi Marajoara sta specializacija in kompleksnost upadli. (Roosevelt 1991; Meggers 1957).

## Vodenje in neenakost
Čeprav nekatere značilnosti kažejo na stratifikacijo, dokazi o neenakosti in vodenju niso prepričljivi glede tega, ali je temeljila na spolu ali razredu ali pa je predstavljala centralizirano vladavino (Roosevelt 1991: 411). Obstoj velikih gomil in velikih večdružinskih maloc, zapletenih obrti in intenzivnega preživljanja se običajno razlaga kot dokaz za centralizirano oblast in razslojene družbenoekonomske razrede, vendar to ni empirično podprta predpostavka (Roosevelt 1991: 417). Podatki o vodenju niso prepričljivi glede tega, ali je obstajala centralizirana vladavina ali ne (Roosevelt 1991: 420). Etnozgodovinski zapisi opisujejo civilno-ceremonialne voditelje, vendar je kultura Marajoara obstajala nekaj stoletij pred evropskim stikom in se je morda precej razlikovala od družb poznejšega obdobja stika. Ikonografija Marajoara ne nakazuje centralizirane politične oblasti, vendar nakazuje družbeno rangiranje na podlagi matrilinealne genealogije (Roosevelt 1991: 398, 408).
Lastnosti okostja prav tako kažejo na nekakšno razslojenost, verjetno med elito in navadnimi prebivalci. Z analizo kosti je bilo zelo jasno razvidno, da so bili nekateri posamezniki dobro hranjeni in visoki, medtem ko so bili drugi znatno nižji in so uživali slabšo prehrano. Poleg tega nekatere deformacije lobanje med dobro prehranjenimi okostnjaki prav tako kažejo na elitni razred (Roosevelt 1991: 399). Kljub trenutnim dokazom je bilo pregledanih le nekaj posameznikov. Potrebna je obsežnejša, sistematična raziskava pokopov in hiš, da bi ugotovili, ali je diferenciacija v proizvodnji in porabi hrane temeljila na razredu ali spolu (Roosevelt 1991: 403, 417).
Obstajajo dokazi, da so imele ženske nižji status v primerjavi z moškimi v Maraju, drugi dokazi pa kažejo, da so imele ženske večji pomen in višji status kot v sodobni Amazoniji. Interpretacije družbe je težko opredeliti. (Roosevelt 1991: 410-411). Na primer, ženske so vidno predstavljene v umetnosti Marajoara, prikazane kot ustvarjalke in junaki rodov ali ustanoviteljice. Tudi gospodinjstva so bila matrilokalna in ženske so bile pomembne v samooskrbni proizvodnji. Amazonska etnozgodovina opisuje številne družbe na poplavnih ravnicah z matrilinearnim poreklom, ki se šteje od mitske prednice. Amazonski etnozgodovinski dokazi prav tako kažejo na ženske, ki imajo visok socialno-ekonomski status, pa tudi vodilne politične in obredne vloge (Roosevelt 1991: 411).
Dejstvo, da žensk v dovršenih pogrebnih žarah večinoma ni in da jih je v primerjavi z moškimi okostji zelo malo, bi lahko šteli za dokaz stratifikacije po spolu. Vendar ženske na visokih položajih nimajo vedno političnih položajev, zato njihova odsotnost na dovršenih pokopih ne pomeni nujno nižjega statusa (Roosevelt 1991: 409).
Najdišča z nizkimi gomilami in brez gomil imajo veliko manj, če sploh, izdelane keramike. Poleg tega je izdelana keramika najdena le v smeteh in pokopih, ne pa okoli ognjišč (Roosevelt 1991: 339-340). To bi lahko nakazovalo, da so ženske predvsem izdelovale in uporabljale domačo navadno posodo, medtem ko so moški nadzirali predvsem obredno fino posodo (Roosevelt 1991: 407). Kljub temu je pravo razmerje med porazdelitvijo keramike in družbenim položajem še vedno nejasno in ga je treba nadalje raziskati (Roosevelt 1991: 396).

## Religija in ideologija
Sistem prepričanj ljudstva Marajo ni povsem razumljen, čeprav je skoraj zagotovo vključeval pomembne ženske osebe (Roosevelt 1991). Ikonografija in umetnost Marajoare prikazujeta ženske s šamanističnimi močmi in vlogami (Roosevelt 1991: 410), skladno z družbami, ki domnevajo, da izvirajo po mitološki prednici. Obstajajo vzporednice z amazonsko kozmologijo, ki razume, da je vesolje razdeljeno na spol, pri čemer so moški povezani s soncem in ženske z luno. Poleg tega so lahko prednice žensk, ki se v amazonski kozmologiji obravnavajo kot ustvarjalke, predstavljene v marajoarski ikonografiji (Roosevelt 1991: 412). Vzorci poselitve Maraja so poravnani od vzhoda proti zahodu, kar je skladno z vesoljem, razdeljenim na spol (Roosevelt 1991: 413). Možno je, da je bilo čaščenje prednikov zelo pomembno, saj so pokojnike polagali v žare in pokopavali v gomilah, ki so jih Marajoarani uporabljali za bivanje (Roosevelt 1991).

## Smrt
Najpogostejši tip grobnice je nagrobna žara (Roosevelt 1991: 44). Grobni pridatki običajno vključujejo litiko in dovršeno keramiko (Roosevelt 1991: 396). Skeletni ostanki so zelo dobro ohranjeni v žarah, ki so bile prekrite z ilovnato prstjo (Roosevelt 1991: 426). Najdenih je bilo več ženskih okostij (Roosevelt 1991: 409). »Moji viri niso razpravljali o vzrokih smrti, vendar so navedli, da razpoložljiva okostja kažejo razmeroma malo patologij in živijo bolj zdravo življenje z bolj hranljivo prehrano kot Amazonci po stiku«. (Roosevelt 1991: 394) Kljub pomembnosti, številčnosti in enostavnosti izkopavanja je bilo zelo malo grobišč Marajo sistematično izkopanih in analiziranih (Roosevelt 1991: 387).

## Vojskovanje in nasilje
Medtem ko skeletni ostanki še niso bili analizirani glede vzorcev travme, kažejo posebne znake razvoja mišic, ki močno kažejo na redno sodelovanje v vojskovanju (Roosevelt 1991: 406-407). Vzorci razvoja mišic so podobni tistim pri sodobnih rokoborcih, ki vadijo in trenirajo posebej za rokoborbo. Iskanje podobnega razvoja mišic nakazuje, da so bili Marajoarani usposobljeni za boj. Kope bi lahko služile poleg zaščite pred poplavami tudi v obrambne namene. Razen obrambnega položaja bivališč na vrhovih zemeljskih gomil je razmeroma malo dokazov, ki bi lahko potrdili ali zanikali obstoj vojskovanja ali lokaliziranega nasilja. Vendar pa zaradi pogoste prisotnosti vojn v številnih drugih družbah po svetu ni verjetno, da bi Marajoarji živeli v popolnem miru.

## Umetnost in simbolika
Najpogostejši motiv, ki ga najdemo v ikonografiji Marajoara, vključuje ženske podobe (Roosevelt 1991: 410-415), kot so ženske kot mitske prednice, ustvarjalke, kulturne junakinje ali ženske, prikazane v šamanističnih vlogah in s šamansko močjo. Te ženske motive običajno najdemo na keramičnih artefaktih, bodisi na lončenih posodah ali kipih (Roosevelt 1991).

## Propad
Domneva se, da je bil otok Marajo zaseden malo pred evropskim osvajanjem, kar pomeni, da je bil opuščen okoli leta 1300 našega štetja (Roosevelt 1991: 405). Zapuščenost je določena z dejstvom, da strukture niso več popravljali in vzdrževali in da po tem času ni prišlo do nobene nadaljnje gradnje (Roosevelt 1991; Meggers 1957). Dejavniki, zaradi katerih je bil otok zapuščen, še niso ugotovljeni. (Roosevelt 1991: 97, 405)

## Keramika
Popotniki v 19. stoletju so opazili prisotnost gomil in lepoto keramike, ki je bila najdena v njih ali izpostavljena na njihovih straneh. Muzeji v Evropi in Združenih državah so začeli zbirati nekatere večje in lepše predmete, med katerimi so največje pogrebne žare. Pokopane v hišnih tleh, zgrajenih na vrhovih gomil, bogato okrašene žare vsebujejo ostanke pomembnih posameznikov. Ko so posamezniki umrli, so meso odstranili iz njihovih kosti in posmrtne ostanke položili v žare, ki so jih nato prelili s skledo ali krožnikom.
Poleg žar keramični artefakti vključujejo krožnike, sklede, vaze in tange (ženske sramne prevleke).